# Teuchocercus keyi
Teuchocercus keyi är en ödleart som beskrevs av  Thomas H. Fritts och SMITH 1969. Teuchocercus keyi ingår i släktet Teuchocercus och familjen Gymnophthalmidae. Inga underarter finns listade i Catalogue of Life.